# Saison 9 de Meurtres au paradis
 (avril 2020).
Si vous disposez d'ouvrages ou d'articles de référence ou si vous connaissez des sites web de qualité traitant du thème abordé ici, merci de compléter l'article en donnant les références utiles à sa vérifiabilité et en les liant à la section « Notes et références ».
Chronologie
Saison 8 Saison 10
Cet article présente les épisodes de la neuvième saison de la série télévisée Meurtres au paradis.

## Distribution

### Acteurs principaux
- Ardal O'Hanlon (VF : Daniel Lafourcade) : Inspecteur-chef Jack Mooney (épisodes 1-4)
- Ralf Little (en) (VF : Emmanuel Garijo) : Inspecteur-chef Neville Parker (épisodes 5-8)
- Tobi Bakare (de) (VF : Jean-Baptiste Anoumon) : Agent JP Hooper
- Shyko Amos (VF : Léopoldine Serre) : Agent Ruby Patterson
- Aude Legastelois (ht) (VF : elle-même) : Sergent Madeleine Dumas

### Acteurs récurrents
- Élizabeth Bourgine (VF : elle-même) : Catherine Bordey, maire de Sainte-Marie
- Don Warrington (en) (VF : Daniel Kamwa) : commandant Selwyn Patterson, chef de la police de Sainte-Marie
- Nina Wadia (en) : Anna Masani, petite amie de l'Inspecteur Jack Mooney (épisodes 1-4)

## Liste des épisodes

### Épisode 1:Meurtre en deux parties
- Royaume-Uni : 9 janvier 2020
- France : 23 mars 2020 sur France 2

- Elliot Cowan : Aaron McCormack
- Adrian Edmondson : Charles Crabtree
- Alex Gaumond : Oscar Samuel
- Samuel West : Donald McCormack
- Nell Hudson : Tabitha Brown

### Épisode 2:L'Enfant terrible
- Royaume-Uni : 16 janvier 2020
- France : 23 mars 2020 sur France 2

- Vivienne Acheampong : Sandrine Lamore
- Alexander Vlahos : Max Newman
- Caleb Frederick : Anthony Marcus
- Barbara Flynn : Patti Grenson
- Matt King : Terry Minto
- Louise Brealey : Donna Harman

### Épisode 3:Sortie de route
- Royaume-Uni : 23 janvier 2020
- France : 30 mars 2020 sur France 2

- Jane Anouka : Inez Farah
- Adrian Bower (en) : Brian Hunter
- Osi Okerafor : Anton Maduro
- Lloyd Everitt : Josh Hunter
- Ashley Byam : Xavier Prince

### Épisode 4:La Lettre à Élise
- Royaume-Uni : 30 janvier 2020
- France : 6 avril 2020 sur France 2

- David Webber : Pasteur Demon Williams
- Michael Obiora (en) : Christopher Williams
- Clare-Hope Ashitey : Alesha Williams
- Lorraine Burroughs : Shonelle Delport
- Javone Prince (en) : Clarence Delport
- Grace Stone : Siobhan Mooney

### Épisode 5:De Manchester à Sainte-Marie
- Royaume-Uni : 6 février 2020
- France : 13 avril 2020 sur France 2

- Chanel Cresswell (en) : Tamzin Lewis
- Tom Varey : Charlie Lewis
- Steve Pemberton : Neil Henderson
- Samantha Bond : Joanne Henderson
- Anthony Adjekum : Jacob Roach
- Nicola Millbank : Emma Taylor

### Épisode 6:Opération Survie
- Royaume-Uni : 13 février 2020
- France : 20 avril 2020 sur France 2

- Chloe Harris : Casey Booth
- Daniel Caltagirone : Will Arnott
- Sam Troughton : Malcolm Simmons
- Robert Lonsdale : Dave Hammond
- Alexandra Roach : Bethan Miller

### Épisode 7:Le Salon de coiffure
- Royaume-Uni : 20 février 2020
- France : 27 avril 2020 sur France 2

- Dona Croll : Eleanor Beaumont
- Kike Brimah : Cynthia Perrault
- Kadiff Kirwan : Henri Dupree
- Rochelle Rose : Kiki Perrault
- Ellen Thomas : Georgine Perrault

### Épisode 8:Témoin aveugle
- Royaume-Uni : 27 février 2020
- France : 4 mai 2020 sur France 2

- Peter De Jersey : Robert Garwood
- Frances Tomelty : Olivia Reeves
- Ukweli Roach : Archie Garwood
- Andi Osho : Precious Abellard
- Jonathan Livingstone : Finlay Gerard